# Kanae Itō
Kanae Itō (伊藤 かな恵, Itō Kanae), née le 26 novembre 1986 à Nagano,  au Japon, est une seiyū et chanteuse japonaise. Elle se fait connaître en 2007 grâce à un rôle dans l'anime Shugo Chara!. Elle chante également des thèmes de séries anime.

## Animation
Dans les années 2000 et 2010, Kanae Itō, née le 26 novembre 1986 à Nagano, au Japon, a doublé plusieurs personnages de séries d'animation.
- Asobi ni Iku yo! (TV) : Erisu
- Birdy the Mighty Decode (TV) : Natsumi Hayamiya
- Birdy the Mighty Decode:02 (TV) : Natsumi Hayamiya
- Boku wa Tomodachi ga Sukunai (TV) : Sena Kashiwazaki
- Gegege no Kitarō (TV, mai 2007) : Une fillette à l'auberge (ép. 84) ; femme (ép. 89) ; fillette (ép. 42 et 75) ; Yoriko (ép. 95)
- Gintama (TV) : Fillette (ép. 110)
- Hatara Kizzu Maihamu Gumi (TV) : Kumi
- Kiddy Girl-and (TV) : Belle (ép. 6)
- Kōtetsu no Vandetta (pilote) : Naho Tsukioka
- La Corda d'Oro (TV) : Femme (ép. 27)
- Mayoi Neko Overrun! (TV) : Fumino Serizawa
- One Piece (TV) : Boa Hancock (Enfant) / Carrot
- Queen's Blade -Rurō no Senshi- (TV) : Airi
- Queen's Blade: Gyokuza o Tsugumono (TV) : Airi
- Que sa volonté soit faite (TV) : Elsy
- Ro-Kyu-Bu! (TV) : Aoi Ogiyama
- Sacred Seven (TV) : Wakana Itô
- Shining Hearts -Shiawase no Pan- (TV) : Amil
- Shinryaku! Ika Musume (TV) : Sanae
- Shugo Chara! (TV) : Amu Hinamori, Dia
- Shugo Chara! Party! (TV) : Amu Hinamori, Dia
- Shugo Chara!! Doki (TV) : Amu Hinamori, Dia
- Sofuteni (TV) : Asuna Harukaze
- Sora no Manimani (TV) : Mihoshi Akeno
- Sword Art Online (TV) : Yui
- Taishō Yakyū Musume (TV) : Koume Suzukawa
- Tales of the World: Radiant Mythology 2 (jeu vidéo) : Kanonno Earhart
- To Love-ru (OAV) : Nana Astar Deviluke
- To aru kagaku no Railgun (TV) : Ruiko Saten
- Voyage vers Agartha (film) : Seri

## Discographie

### Singles
- Yume Miru Kokoro (ending de Taishou Yakyuu Musume), sorti le 5 août 2009 et vendu à 2003 exemplaires environ[2].
- hide and seek, sorti le 9 décembre 2009 et vendu à 740 exemplaires environ[3].
- Ijiwaru na Koi (ending de Kyō, Koi o Hajimemasu), sorti le 8 septembre 2010 et vendu à 1 534 exemplaires environ[4].
- Metamerythm (ending de Shinryaku! Ika Musume), sorti le 26 novembre 2010 et vendu à 5 405 exemplaires environ[5].
- Tsumasakidachi (ending de Sofuteni), sorti le 25 mai 2011.

### Albums
Le 23 novembre 2011, Kanae Itō sort un album : Kokoro Keshiki.